# Dillon Casey

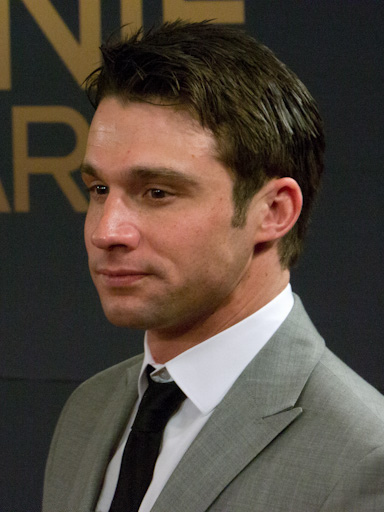
Dillon Casey (2012)

Dillon Francis Casey (* 29. Oktober 1983 in Dallas, Texas) ist ein US-amerikanisch-kanadischer Schauspieler.

## Leben
Casey wurde in Dallas geboren und wuchs in Oakville auf. Sein Vater Richard ist Urologe und seine Mutter Patrice ist Imageberaterin. Nach dem Abschluss an der Oakville Trafalgar High School schloss Casey 2005 sein Studium an der McGill University mit einem Bachelor of Science ab und erwarb einen Master of Economics an der University of Toronto.
Nach kleineren Rollen in Fernsehserien und -filmen, hatte er 2006 in der Fernsehserie 11 Cameras seine erste größere Rolle. Er verkörperte die Rolle des Chuck in insgesamt 18 Episoden. 2009 hatte er eine der Hauptrollen in der über Vampire handelnde Mini-Fernsehserie Valemont. Ein Jahr später wirkte er in einer Folge Vampire Diaries mit, wo es ebenfalls schwerpunktmäßig um Vampire geht. Größere Bekanntheit erlangte er durch die Fernsehserie Nikita, wo er die Rolle des Sean Pierce verkörperte. 2015 war er in zwei Episoden von Marvel’s Agents of S.H.I.E.L.D. zu sehen.

## Filmografie
- 2001: System Crash (Fernsehserie, Episode 4x01)
- 2005: Der Ehrenkodex (Fernsehfilm)
- 2006: Missing – Verzweifelt gesucht (Fernsehserie, Episode 3x15)
- 2006: 11 Cameras (Fernsehserie, 18 Episoden)
- 2007: The Best Years: Auf eigenen Füßen (Fernsehserie, 4 Episoden)
- 2007: Too Young to Marry
- 2007: Killing Zelda Sparks
- 2007: Monster Warriors (Fernsehserie, 1 Episode)
- 2008: Victor (Fernsehfilm)
- 2008: M.V.P. (Fernsehserie, 10 Episoden)
- 2008: House Party (Fernsehserie, 6 Episoden)
- 2008: Shirtgun Guy (Kurzfilm)
- 2009: Captain Coulier (Space Explorer) (Kurzfilm)
- 2009: Aaron Stone (Disney XD-Original Fernsehserie, Episode 1x04)
- 2009: Warehouse 13 (Fernsehserie, Episode 1x01)
- 2009: A Nanny’s Secret (Fernsehfilm)
- 2009: Valemont (Mini-Fernsehserie, 18 Episoden)
- 2009–2010: Being Erica – Alles auf Anfang (Fernsehserie, 6 Episoden)
- 2010: Vampire Diaries (Fernsehserie, Episode 1x12)
- 2010: Skins (Fernsehserie, 3 Episoden)
- 2011: Torchwood (Fernsehserie, Episode 4x03)
- 2011: Creature
- 2011: Three Inches (Fernsehfilm)
- 2011–2013: Nikita (Fernsehserie, 39 Episoden)
- 2012: Overwatch (Fernsehfilm)
- 2012: Für immer Liebe (The Vow)
- 2012: Rudy the Red-Faced Bachelor (Kurzfilm)
- 2013: Backpackers (Fernsehserie, 8 Episoden)
- 2014–2015: Remedy (Fernsehserie, 20 Episoden)
- 2015: Weekend Warriors (Kurzfilm)
- 2015: Marvel’s Agents of S.H.I.E.L.D. (Fernsehserie, 2 Episoden)
- 2016: A Perfect Christmas (Fernsehfilm)
- 2016: Only I...
- 2016–2017: Turn: Washington’s Spies (Fernsehserie, 3 Episoden)
- 2017–2018: Designated Survivor (Fernsehserie, 6 Episoden)